# 聖公會主愛小學（梨木樹）

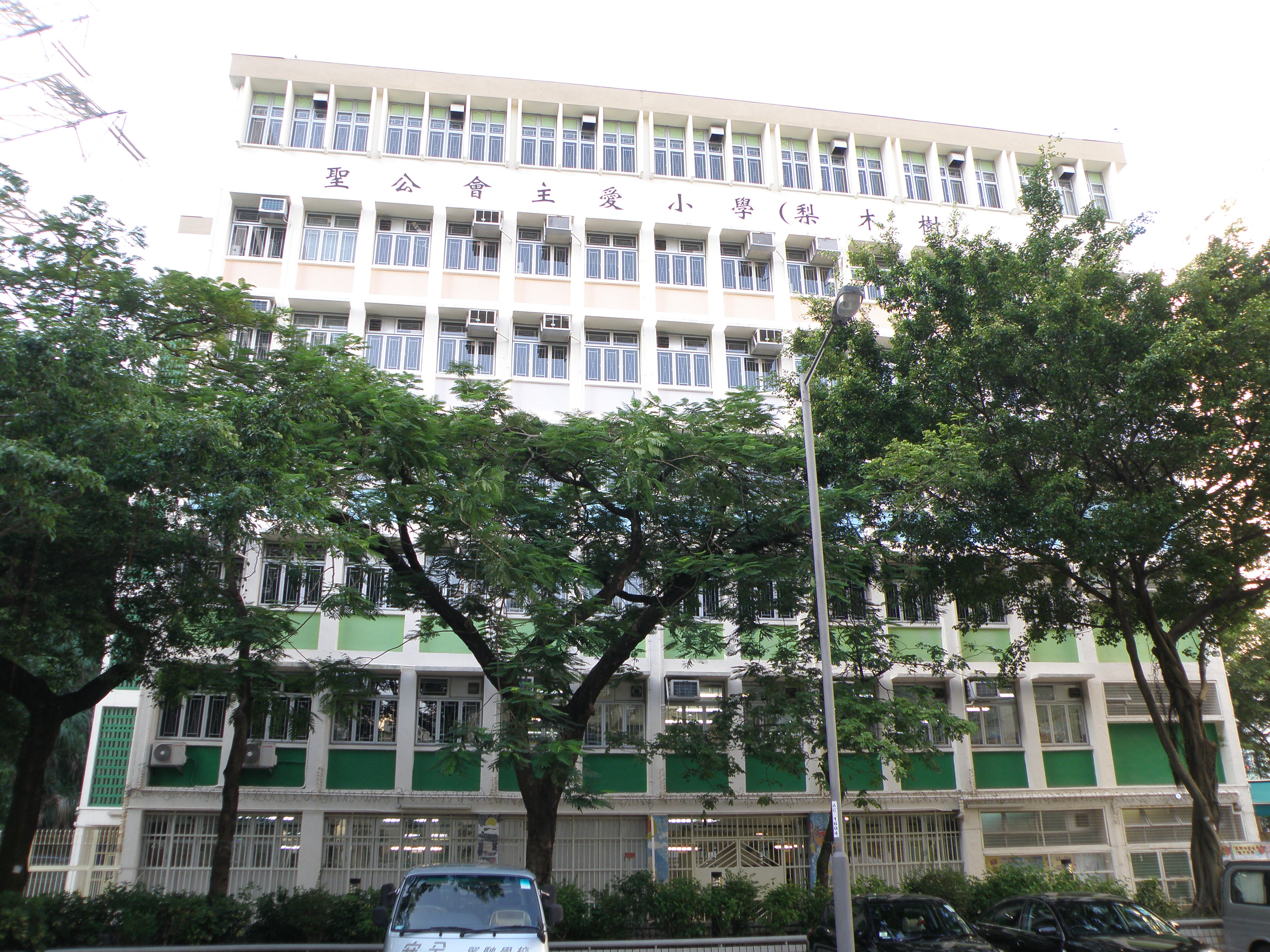
2014年的聖公會主愛小學（梨木樹）

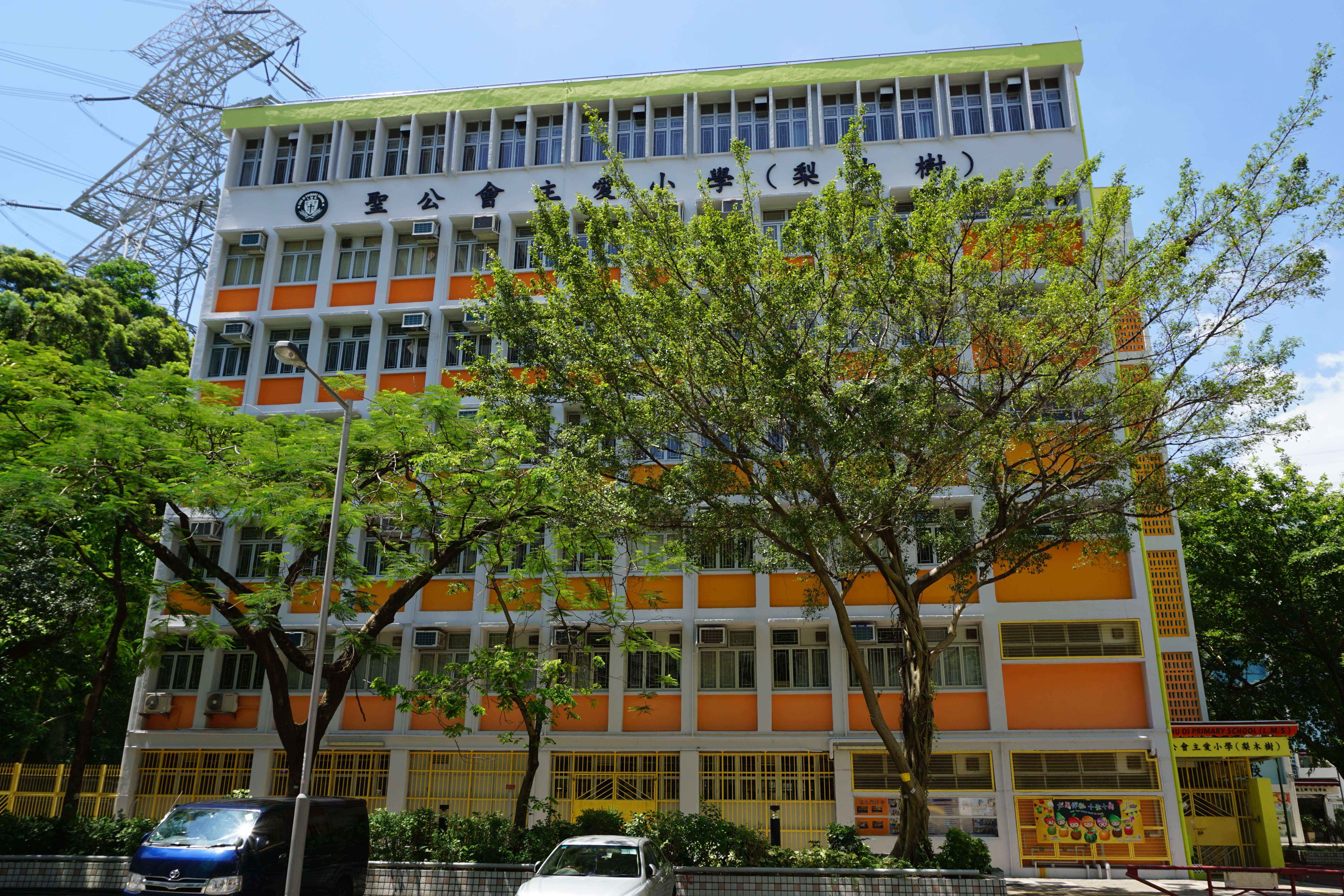
2016年的聖公會主愛小學（梨木樹）

聖公會主愛小學（梨木樹）（英語：S.K.H. Chu Oi Primary School (Lei Muk Shue)）是一所座落於香港新界荃灣區上葵涌梨木樹邨的小學。該校是以「非以役人，乃役於人」作為校訓。學校創建於1999年9月，全校共17班，每級3班。

## 歷史
此校前身為位於石籬邨的聖公會主愛小學下午校，於1997年10月獲教育署批准分拆為一間獨立全日制小學，並獲分配原中華基督教會基理小學校舍。
隨著現時校舍於1999年完成翻新，此校隨即遷入及改為全日制至今，而校網亦由由葵青區改為荃灣區。

## 校政管理

### 歷任校監
- 陳璟女士[2]
- 郭始基先生

### 歷任校長
1. 1999－2004年：林嫣莉女士[2]
2. 2004－2011年：歐碧漪女士
3. 2011－2013年：紀妙玲女士
4. 2013－2016年：鄺潤歡女士
5. 2016－2021年：翟智康先生
6. 2021－2023年：潘靄玲女士
7. 2023年起：黃鳳兒女士

## 校園環境
| 課室數目   | 17（每級各有3班） |
| 禮堂數目   | 1 |
| 操場數目   | 1 |
| 圖書館數目 | 1 |
| 特別室     | 音樂室、Steam room、視藝室、輔導室、電腦室、校園電視台（錄音室）、行政會議室、英語室。                                                         |
| 禮堂       | 圖書館、課外活動室、輔導室。 |
| 其他       | 所有課室均設有資訊科技教育器材，包括電腦、實物投影機、 投射器、投影屏及擴音系統等，全校均有空調及電風扇等設備。 現時更有平板電腦提供學生上課。 |

## 名人
- 易健兒：arhoTV影片創作者Sunny女友。

## 外部連結
- 聖公會主愛小學（梨木樹）官方網站 （页面存档备份，存于）
- 聖公會主愛小學（梨木樹）facebook 非官方社群
- 聖公會主愛小學（梨木樹）- 從STEM 比賽建立品德素養 全面發揮學生潛能 （页面存档备份，存于）